# Geophilus fruitanus
Geophilus fruitanus är en mångfotingart som beskrevs av Chamberlin 1928. Geophilus fruitanus ingår i släktet Geophilus och familjen storjordkrypare. Inga underarter finns listade i Catalogue of Life.